# Samtgemeinde Bardowick
De Samtgemeinde Bardowick is een Samtgemeinde in de Duitse deelstaat Nedersaksen. Het is een samenwerkingsverband van zeven kleinere gemeenten in het noorden van Landkreis Lüneburg. Het bestuur is gevestigd in Bardowick.
Het is, zowel binnen als buiten deze Samtgemeinde, niet ongebruikelijk, haar naam af te korten tot SamBa.

## Deelnemende gemeenten
1. Bardowick
2. Barum, incl. Horburg en St. Dionys
3. Handorf
4. Mechtersen
5. Radbruch
6. Vögelsen
7. Wittorf

## Geografie, infrastructuur

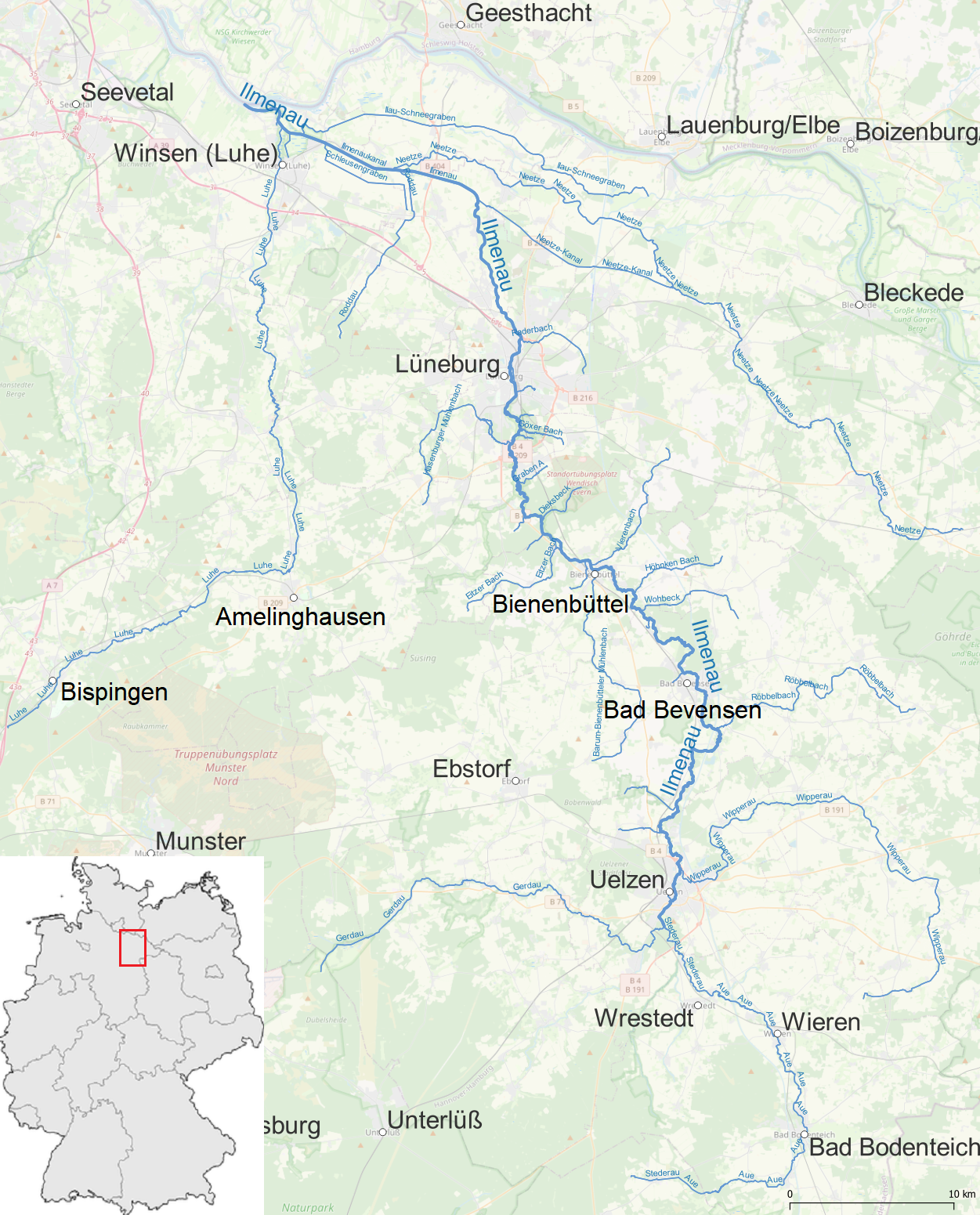
Stroomgebied van de rivier de Ilmenau

De Samtgemeinde Bardowick ligt tussen Hamburg (circa 30 km noordwestwaarts) en Lüneburg (direct ten zuiden en zuidoosten van deze Samtgemeinde). Enkele plaatsen hebben het karakter van kleine voorsteden van Lüneburg. Directe westerbuur van de Samtgemeinde Bardowick is het stadje Winsen aan de Luhe. De belangrijkste plaats aan haar oostgrens is Adendorf. Ten noorden van Bardowick ligt de Samtgemeinde Elbmarsch met o.a. Tespe.
De Samtgemeinde ligt aan het riviertje Ilmenau, dat op de laagste 28 km vanaf Lüneburg tot aan zijn monding in de Elbe, dus ook hier, voor kleine vrachtschepen bevaarbaar is, met dien verstande, dat de Ilmenau westelijk van Barum sterk gekanaliseerd is. Door de vroegere bedding van de Ilmenau loopt sedert 1888 de Neetze.
De belangrijkste verkeersweg is de Autobahn A39 vanuit de zuidoostelijke voorsteden van Hamburg zuidoostwaarts, die bij Bardowick overgaat in de Bundesstraße 4. Iets ten westen van Bardowick kruist deze Autobahn de Bundesstraße 404 op afrit 5 (Kreuz Handorf). Afrit 4, op de grens met Winsen, ligt 5 km ten westen van Radbruch.
Station Bardowick en Station Radbruch liggen aan de spoorlijn Hamburg-Harburg - Lüneburg v.v.; één keer per uur doet een stoptrein op dit traject deze stations aan.
Mechtersen en Vögelsen zijn aangesloten op het stadsbusnet van Lüneburg.
Verder rijdt er plm. 6 x per dag een Rufbus (belbusverbinding) 5451 tussen Barum, Wittorf, Handorf en Station Bardowick. Meer informatie hierover staat op de website van de gemeente Handorf. De belbus rijdt niet op zon- en feestdagen. Ander busvervoer is beperkt tot incidenteel rijdende schoolbusdiensten, en personeelsvervoer voor forensen, die in de Airbus-vliegtuigfabriek te Hamburg werken.

## Geschiedenis
Omstreeks 1969 stond Vögelsen op de nominatie, een stadsdeel van Lüneburg te worden. De inwoners van dit dorp waren daarop tegen, en wisten per 1 juli 1969 met Bardowick en Mechtersen de vorming van een Samtgemeinde overeen te komen. Na het nodige geharrewar kwam in 1974 uiteindelijk de huidige, uit 7 gemeentes bestaande Samtgemeinde tot stand.
Zie verder de artikelen over de zeven deelgemeentes. Met name het in de middeleeuwen belangrijke stadje Bardowick heeft een rijke historie.
In de hele Samtgemeinde geldt de vrijwillige brandweer sinds jaar en dag als een hoeksteen van het verenigingsleven.

## Partnergemeentes
In 2010 onderhield de Samtgemeinde twee jumelages (actuelere informatie is niet aanwezig), en wel met:
- Drechterland in Nederland, sinds 1970, aanvankelijk met Venhuizen
- Skoki, in Polen, sinds 1995.

Adendorf · 
Amelinghausen · 
Amt Neuhaus · 
Artlenburg · 
Bardowick · 
Barendorf · 
Barnstedt · 
Barum · 
Betzendorf · 
Bleckede · 
Boitze · 
Brietlingen · 
Dahlem · 
Dahlenburg · 
Deutsch Evern · 
Echem · 
Embsen · 
Handorf · 
Hittbergen · 
Hohnstorf (Elbe) · 
Kirchgellersen · 
Lüdersburg · 
Lüneburg · 
Mechtersen · 
Melbeck · 
Nahrendorf · 
Neetze · 
Oldendorf (Luhe) · 
Radbruch · 
Rehlingen · 
Reinstorf · 
Reppenstedt · 
Rullstorf · 
Scharnebeck · 
Soderstorf · 
Südergellersen · 
Thomasburg · 
Tosterglope · 
Vastorf · 
Vögelsen · 
Wendisch Evern · 
Westergellersen · 
Wittorf